# Molomolînți, Hmelnîțkîi
Molomolînți (în ucraineană Моломолинці) este un sat în comuna Hnativți din raionul Hmelnîțkîi, regiunea Hmelnîțkîi, Ucraina.

## Demografie
Componența lingvistică a localității Molomolînți
     Ucraineană (96,96%)
     Rusă (1,09%)
Conform recensământului din 2001, majoritatea populației localității Molomolînți era vorbitoare de ucraineană (96,96%), existând în minoritate și vorbitori de armeană (1,96%) și rusă (1,09%).